# Microdrillia
Microdrillia é um gênero de gastrópodes pertencente a família Borsoniidae.

## Espécies
- †Microdrillia aturensis Lozouet, 2017
- Microdrillia circumvertens (Melvill & Standen, 1901)
- Microdrillia commentica (Hedley, 1915)
- †Microdrillia crispata (Cristofori & Jan, 1832)
- Microdrillia difficilis (E. A. Smith, 1879)
- Microdrillia dinos Kilburn, 1986
- Microdrillia fastosa (Hedley, 1907)
- †Microdrillia meyeri (Cossmann, 1889)
- Microdrillia niponica (E. A. Smith, 1879)
- Microdrillia optima (Thiele, 1925)
- †Microdrillia pakaurangia Powell, 1942
- Microdrillia patricia (Melvill, 1904)
- Microdrillia rhomboidales Stahlschmidt, Poppe & Tagaro, 2018
- Microdrillia sagamiensis Kuroda & Oyama, 1971
- Microdrillia sansibarica (Thiele, 1925)
- †Microdrillia serratula (Bellardi, 1877)
- Microdrillia stephensensis Laseron, 1954
- †Microdrillia teretiaeformis A.W. Janssen, 1972[2]
- Microdrillia trina Mansfield, 1925
- Microdrillia triporcata (E. A. Smith, 1879)
- Microdrillia zeuxippe (Dall, 1919)

Espécies trazidas para a sinonímia
- Microdrillia loprestiana (Calcara, 1841): sinônimo de Drilliola loprestiana (Calcara, 1841)
- Microdrillia pruina (Watson, 1881): sinônimo de Retidrillia pruina (Watson, 1881)